# 가면라이더 VS 슈퍼히어로 대전Z
가면라이더 VS 슈퍼히어로 대전Z(仮面ライダー×スーパー戦隊×宇宙刑事 スーパーヒーロー大戦Z, Kamen Rider × Super Sentai × Space Sheriff: Super Hero Taisen Z)는 일본에서 제작된 카네다 오사무 감독의 2013년 액션, SF 영화이다. 김장 등이 주연으로 출연하였다.

## 출연

### 주연
- 김장
- 윤아영
- 이시가키 유마
- 코미야 아리사
- 이케다 쥰야

### 조연
- 시라이시 슌야
- 오쿠나가 마코토
- 토즈카 준키
- 타카야마 유코
- 오구라 히사히로